# Pica-pau-de-topete-vermelho
O pica-pau-de-topete-vermelho (Campephilus melanoleucos) é um grande pica-pau da ordem Piciforme e da família Picidae. Conhecido também como Pica-pau-de-garganta-preta. Encontra-se desde o sul do Panamá até o norte da Argentina e em Trinidad.

## Características
Muito parecida com outra espécie chamada de Pica-pau-de-banda-branca, a ave mede de 33 a 38 centímetros e pesa em torno de 250 gramas. O macho possui a cabeça avermelhada, com uma mancha branca na base do bico e a fêmea apresenta o alto e a parte de trás da cabeça pretos e uma larga faixa branca entre os olhos e a base do bico.
O pica-pau-de-topete-vermelho (Campephilus melanoleucos) apresenta corpo preto marcado por uma listra branca em forma de “v”. A fêmea se destaca pelo alto da cabeça e pescoço escuros e pela faixa branca que percorre desde os olhos até a base do bico.

## Alimentação
Alimenta-se de frutas e também arranca a casca de árvores mortas em busca de larvas de insetos.

## Reprodução
Nidifica em árvores mortas ou palmeiras. Bastante territorial, defende os ninhos da invasão de araçaris.

## Hábitos
Vivem aos pares ou em grupos de até 5 indivíduos. Comum em florestas ralas de regiões campestres, capoeiras, palmais e florestas de galeria e de várzea. Fazem ninho em buracos altos nos troncos.

## Distribuição geográfica
Encontra-se desde o sul do Panamá até o norte da Argentina e em Trinidad.
No Brasil encontra-se na Amazônia, Região Nordeste, Centro-oeste e para o sul até o Paraná.

## Subespécies
São reconhecidas três subespécies:
- Campephilus melanoleucos melanoleucos (Gmelin, 1788) - ocorre na América do Sul a leste da Cordilheira dos Andes, da Colômbia até o nordeste da Argentina e no Brasil; também ocorre na Ilha de Trinidad no Caribe;
- Campephilus melanoleucos malherbii (G. R. Gray, 1845) - ocorre do oeste do Panamá até a região central da Colômbia;
- Campephilus melanoleucos cearae (Cory, 1915) - ocorre no nordeste do Brasil, do estado do Maranhão até o estado da Bahia.

## Extinção
Seu habitat natural vem sendo destruído pelas queimadas.